# Magdalena Bajer
Magdalena Bajer (ur. 7 lipca 1934 we Lwowie) – publicystka, dziennikarka naukowa i radiowa, przewodnicząca Rady Etyki Mediów.

## Życiorys
Jest córką Antoniego Falkiewicza. Po II wojnie światowej zamieszkała z rodzicami we Wrocławiu, w 1955 ukończyła studia polonistyczne na Uniwersytecie Wrocławskim. 
W latach 1955–1960 pracowała w Ossolineum, w latach 1960–1968 we wrocławskiej rozgłośni Polskiego Radia, od 1968 do 1982 w rozgłośni warszawskiej. Równocześnie kierowała seriami wydawniczymi „Omega” (wyd. Wiedza Powszechna – w latach 1973–1976) i Biblioteka Myśli Współczesnej (wyd. Państwowy Instytut Wydawniczy – w latach 1976–1978). Od 1978 była członkiem redakcji tygodnika „Polityka”. W 1981 została prezesem Klubu Dziennikarzy Naukowych SDP.
Po ogłoszeniu stanu wojennego odeszła zarówno z „Polityki”, jak i z Polskiego Radia. W latach 1982–1985 była pracownikiem Zamku Królewskiego w Warszawie, redaktorem pisma „Kronika zamkowa”. W latach 1985–1990 pracowała w „Tygodniku Powszechnym”.
W 1990 powróciła do pracy w Polskim Radiu (z którym współpracowała do 2003), współpracowała m.in. z „Odrą”, „Forum Akademickim”, „Nową Polszą”, „Więzią”. Była także członkiem rady programowej Polskiego Radia S.A. dwóch kadencji oraz wiceprzewodniczącą Rady ds. Mediów i Informacji przy prezydencie RP Lechu Wałęsie, członkiem pierwszego zarządu SDP po reaktywacji w 1989, w latach 1996–2011 przewodniczącą Rady Etyki Mediów. Była jednym z założycieli stowarzyszenia „Otwarta Rzeczpospolita” (1999), członkiem władz Towarzystwa Popierania i Krzewienia Nauk. Należy do Klubu Inteligencji Katolickiej w Warszawie, a od 2007 do Komitetu Etyki w Nauce PAN. W 2005 była kandydatem partii Prawo i Sprawiedliwość do Krajowej Rady Radiofonii i Telewizji.
W maju 2011 nie przyjęła nominacji na członkostwo w Radzie Etyki Mediów, uzasadniając swoją decyzję różnicą poglądów z większością nowych członków, dotyczącą zadań Rady. W 2012 zrezygnowała też z członkostwa w SDP, w proteście przeciwko postępowaniu ówczesnych władz stowarzyszenia, którym zarzuciła nadmierne upolitycznienie.

## Monografie
- Blizny po ukąszeniu (2005);
- Jak wierzą uczeni: rozmowy z profesorami (2010);
- Rody uczone: kreski do szkicu (2013);
- Rody uczone: kreski do szkicu. 2 (2019).

## Odznaczenia i wyróżnienia
- Złoty Krzyż Zasługi (2011)[3];
- Wyróżnienie jury Nagrody im. Profesora Hugona Steinhausa (2000);
- nagrodę Totus Tuus w kategorii „Osiągnięcia w dziedzinie kultury chrześcijańskiej”[4] (2010).